# Спасска (приток Моломы)

Спасска — река в России, протекает в Котельничском районе Кировской области. Устье реки находится в 66 км по правому берегу реки Молома. Длина реки составляет 26 км, площадь водосборного бассейна 218 км².
Исток реки у деревни Зайцы (Сретенское сельское поселение) в 10 км южнее посёлка Даровской. Генеральное направление течения — восток, река протекает в среднем течении деревню Слобода, впадает в Молому в селе Спасское (центр Спасского сельского поселения).

## Притоки (км от устья)
- 1,8 км: река Спасская (лв)
- 15 км: река без названия (лв)

## Данные водного реестра
По данным государственного водного реестра России относится к Камскому бассейновому округу, водохозяйственный участок реки — Вятка от города Киров до города Котельнич, речной подбассейн реки — Вятка. Речной бассейн реки — Кама.
По данным геоинформационной системы водохозяйственного районирования территории РФ, подготовленной Федеральным агентством водных ресурсов:
- Код водного объекта в государственном водном реестре — 10010300312111100035911
- Код по гидрологической изученности (ГИ) — 111103591
- Код бассейна — 10.01.03.003
- Номер тома по ГИ — 11
- Выпуск по ГИ — 1